# Newmarket Royals
Newmarket Royals byl kanadský juniorský klub ledního hokeje, který sídlil v Newmarketu v provincii Ontario. V letech 1992–1994 působil v juniorské soutěži Ontario Hockey League (dříve Ontario Hockey Association). Založen byl v roce 1992 po přestěhování týmu Cornwall Royals do Newmarketu. Zanikl v roce 1994 přestěhováním do Sarnie, kde byl vytvořen tým Sarnia Sting. Své domácí zápasy odehrával v hale Newmarket Recreational Complex s kapacitou 3 700 diváků. Klubové barvy byly modrá, bílá a červená.
Nejznámější hráči, kteří prošli týmem, byli např.: Mark DeSantis, Nathan LaFayette, Grant Marshall nebo Ryan VandenBussche.

## Přehled ligové účasti
Zdroj: 
- 1992–1994: Ontario Hockey League (Leydenova divize)